# Бяла водна лилия
Бялата водна лилия (Nymphaea alba) е вид растение от семейство Водни лилии (Nymphaeaceae).

## Описание
В зависимост от сорта, дълбочината на израстване варира от 30 до 80 см. По-старо растение, засадено в голяма саксия може да покрие до 1 метър и повече от повърхността на басейна с листната си маса.
Декоративни са най-вече цветовете, които са едри – до 10 см в диаметър, с красиви оранжево жълти тичинки. Има сортове със зелени или изпъстрено с кафяви петна „мраморни“ листа.
Цъфти през лятото от юни и може да продължи и през есента, ако е топло и без слани. Обитава блата, езера, бавно движещи се реки.

## Разпространение
Бялата водна лилия се среща в пресните води на цяла Европа и части на Северна Африка и Близкия изток. В Африка вида е разпространен в Алжир, Мароко и Тунис, а в Азия – в Армения, Азербайджан, Сибир, Иран, Ирак, Израел, Турция, Джаму и Кашмир. В Европа се среща в Беларус, Естония, Латвия, Литва, Молдова, Руската федерация, Украйна, Австрия, Белгия, Чехия, Германия, Унгария, Холандия, Полша, Швеция, Великобритания, Албания, Босна и Херцеговина, България, Хърватия, Гърция, Италия, Македония, Черна гора, Румъния, Сърбия, Словения, Франция, Португалия и Испания.